# Anton Günther von Harling
Anton Günther von Harling (* 2. August 1595 in Oldenburg (Oldenburg); † 30. Juni 1655 in Diepholz) war ein deutscher Verwaltungsjurist und zuletzt Landdrost der Grafschaft Diepholz.

## Leben
Von Harling war ein Sohn des oldenburgischen Geheimen Rats und Landdrosten, Erbherrn auf Nienfelde, Düthlingen und Eversen, Christian von Harling und seiner Frau Ilse von Wahlen. Er studierte ab 1611 Theologie und Philosophie an der Universität Wittenberg. Nach dem Ausbruch der Pest dort wechselte er nach Leipzig, 1613 nach Gießen und 1615 nach Tübingen, wo er zwei Jahre lang blieb und seine Studien abschloss. Ab Frühjahr 1617 hielt er sich in Speyer auf, um am Reichskammergericht Rechtspraxis und Prozessführung kennenzulernen. 1618 brach er zu einer Grand Tour durch Frankreich und Italien auf. Vor der Weiterreise nach England wurde er vom Vater nach Hause gerufen.
Am 21. Mai 1620 wurde von Harling durch Herzog Friedrich Ulrich von Braunschweig-Wolfenbüttel als Hofrat nach Wolfenbüttel berufen. Wegen der Kriegsereignisse begab er sich 1626 wieder in seine Heimatstadt Oldenburg und wurde zum Hofmeister des Grafen Rudolf Christian von Ostfriesland ernannt. Diese Stellung konnte er jedoch infolge der Ermordung des Grafen nicht antreten. Bis 1629 hielt er sich daraufhin auf seinem Gut in Eversen auf.
Im Juni 1629 wurde von Harling von Herzog Christian zu Braunschweig und Lüneburg zum Hofgerichtsassessor ernannt und 1630 als Hauptmann nach Bleckede entsandt. Wegen des Krieges quittierte er jedoch erneut den Dienst und zog sich auf seine Güter zurück. 1640 wurde er von Herzog Friedrich zum Kriegsrat ernannt. Von 1642 bis 1649 war er Geheimer Rat und Kammerrat. Am 7. März 1650 wurde er Landdrost der Grafschaft Diepholz. Er starb nach einem Schlaganfall am 30. Juni 1655 in Diepholz. Beigesetzt wurde er in einem Erbbegräbnis in Sülze. Die gedruckte Leichenpredigt stammt von dem Diepholzer Superintendenten Johannes Naumann.

## Familie
Anton Günther von Harling heiratete am 21. Februar 1630 Anna Margarete von Behr († 1650) aus dem Hause Stellichte. Aus der Ehe gingen vier Söhne und eine Tochter hervor. In zweiter Ehe war er seit 1652 mit Elisabeth Schenck von Winterstedt verheiratet.